# New York Jets 2023
La stagione 2023 dei New York Jets è stata la 64ª della franchigia, la 54ª nella National Football League e la terza con Robert Saleh come capo-allenatore. Questa stagione, che era partita con la speranza di raggiungere il Super Bowl, si rivelò una delusione per la squadra, terminando con un bilancio di 7–10 per la seconda volta consecutiva e per la quarta consecutiva con almeno dieci sconfitte.
Il 25 aprile i Jets ottennero in uno scambio con i Green Bay Packers il quarterback quattro volte MVP Aaron Rodgers. La sua annata durò però solamente quattro snap, essendosi rotto il tendine d'Achille nel primo turno contro i Buffalo Bills. Ciò portò i Jets a cambiare diversi quarterback durante la stagione, con scarsi risultati. Dopo avere iniziato con un record di 4–3, la squadra perse cinque gare consecutive, prima di vincere tre delle ultime cinque. Il club mancò quindi l'accesso ai playoff per la tredicesima stagione consecutiva, la striscia più lunga attiva nella NFL.

## Scelte nel Draft 2023
| Scelte dei Jets nel Draft 2023 |        |                                  |                                  |                                  |                                  |
| Giro                           | Scelta | Giocatore                        | Ruolo                            | College                          | Note                             |
| 1                              | 15     | Will McDonald IV                 | Linebacker                       | Iowa State                       | da Green Bay                     |
| 2                              | 43     | Joe Tippmann                     | Centro                           | Wisconsin                        |                                  |
| 3                              | 74     | Scambiata con i Cleveland Browns | Scambiata con i Cleveland Browns | Scambiata con i Cleveland Browns | Scambiata con i Cleveland Browns |
| 4                              | 112    | Carter Warren                    | Tackle                           | Pittsburgh                       | da Pittsburgh                    |
| 5                              | 143    | Israel Abanikanda                | Running back                     | Pittsburgh                       |                                  |
| 6                              | 184    | Zaire Barnes                     | Linebacker                       | Western Michigan                 | da Las Vegas                     |
| 6                              | 204    | Jarrick Bernard-Converse         | Cornerback                       | LSU                              | da Dallas                        |
| 7                              | 220    | Zack Kuntz                       | Tight end                        | Old Dominion                     | da Arizona                       |

## Staff
| Staff dei New York Jets |
| --- |
| Organi dirigenziali - Proprietario– Woody Johnson - Chairman/CEO – Christopher Johnson - Presidente – Hymie Elhai - Vice presidente esecutivo/COO – Brian Friedman - General manager – Joe Douglas - Assistente general manager – Rex Hogan - Direttore senior dell'amministrazione del football – Dave Socie - Direttore del personale dei giocatori – Chad Alexander - Direttore del personale professionistico – Greg Nejmeh - Assistente del direttore del personale professionistico – Kevin Murphy - Direttore degli osservatori del college – Jon Carr - Consulente senior – Phil Savage Capo allenatore - Capo-allenatore - Robert Saleh Altri allenatori - Preparatore atletico – Justus Galac - Assistenti p.a. – Aaron McLaurin e Joe Giacobbe Allenatori dell'attacco - Coordinatore offensivo – Nathaniel Hackett - Coordinatore gioco sui passaggi – Todd Downing - Quarterback – Rob Calabrese - Running back – Taylor Embree - Wide receiver – Zach Azzanni - Tight end – Ron Middleton - Offensive line/coordinatore gioco sulle corse – Keith Carter - Assistente offensive line – Ben Wilkerson - Assistente attacco – Pat Bastien - Assistente attacco – Mack Brown - Assistente attacco – Junior Taylor - Assistente attacco – Billy VandeMerkt Allenatori della difesa - Coordinatore difensivo – Jeff Ulbrich - Defensive line – Aaron Whitecotton - Assistente defensive line – Shaq Wilson - Linebacker – Mike Rutenberg - Assistente difesa senior/cornerback – Tony Oden - Defensive back/safety – Marquand Manuel - Assistente difesa – Ricky Manning Jr. - Assistente difesa – Nathaniel Willingham Allenatori dello special team - Coordinatore special team – Justus Galac - Assistente s.t. – Michael Ghobrial - Assistente s.t. – Leon Washington |

## Roster
| Roster dei New York Jets |
| --- |
| Quarterback - 8 Aaron Rodgers - 2 Zach Wilson Running Back - 25 Israel Abanikanda - 32 Michael Carter - 33 Dalvin Cook - 20 Breece Hall - 48 Nick Bawden Wide Receiver - 16 Jason Brownlee - 19 Irvin Charles - 18 Randall Cobb - 82 Xavier Gipson - 6 Mecole Hardman - 10 Allen Lazard - 17 Garrett Wilson Tight End - 83 Tyler Conklin - 89 Jeremy Ruckert - 87 C.J. Uzomah - 88 Kenny Yeboah Offensive Linemen - 77 Mekhi Becton T - 76 Duane Brown T - 60 Connor McGovern C - 61 Max Mitchell T - 71 Wes Schweitzer G - 66 Joe Tippmann C - 78 Laken Tomlinson G - 54 Billy Turner T - 75 Alijah Vera-Tucker G - 67 Carter Warren T Defensive Linemen - 72 Micheal Clemons DE - 91 John Franklin-Myers DE - 93 Quinton Jefferson DT - 11 Jermaine Johnson II DE - 58 Carl Lawson DE - 99 Will McDonald IV DE - 47 Bryce Huff DE - 94 Solomon Thomas DT - 95 Quinnen Williams DT - 96 Al Woods DT Linebacker - 53 Zaire Barnes OLB - 57 C.J. Mosley MLB - 44 Jamien Sherwood OLB - 55 Chazz Surratt MLB - 56 Quincy Williams OLB Defensive Back - 22 Tony Adams FS - 0 Adrian Amos FS - 30 Michael Carter II CB - 21 Ashtyn Davis SS - 1 Sauce Gardner CB - 37 Bryce Hall CB - 34 Justin Hardee CB - 4 D.J. Reed CB - 3 Jordan Whitehead SS Special Team - 42 Thomas Hennessy LS - 9 Greg Zuerlein K - 5 Thomas Morstead P Lista delle riserve - 50 Bradlee Anae DE (IR) - 29 Jarrick Bernard-Converse FS (Active/PUP) - 23 Chuck Clark FS (IR) - 26 Brandin Echols CB (Sospeso) - 33 Jimmy Moreland CB (IR) - 92 Ifeadi Odenigbo DE (IR) Squadra di allenamento - 7 Tim Boyle QB - 38 Trey Dean SS - 52 Sam Eguavoen LB - 97 Jalyn Holmes DE - 31 Craig James CB - 43 Caleb Johnson LB - -- Tyreque Jones FS - 81 Zack Kuntz TE - -- Marcelino McCrary-Ball OLB - 62 Adam Pankey T - -- Jason Poe G - 40 Nehemiah Shelton CB - 79 Tanzel Smart DT - 51 Marquiss Spencer DT - -- Xazavian Valladay RB Roster aggiornato al 31 agosto 2023 53 attivi, 6 inattivi, 11 nella squadra di allenamento |
| Legenda - I rookie sono in corsivo. - Il primo ruolo è il principale mentre gli eventuali successivi indicano i ruoli secondari. - (IR) sta per Injured Reserve ed indica la lista ristretta per un solo giocatore infortunato che può tornare ad allenarsi dopo la settimana 6 e a rientrare in prima squadra dopo che questa ha giocato 8 partite. - (NF-Inj.) / (NF-Ill.) stanno rispettivamente per Non-Football Injured e Non-Football Illness ed indicano le liste dove viene inserito un giocatore che ha un infortunio o una malattia non dipendente dal football americano. - (PUP) sta per Physically Unable to Perform ed indica la lista dove viene inserito un giocatore mentre è in attesa di recuperare la condizione fisica. Nella stagione regolare dopo la sesta partita giocata dalla propria squadra, il giocatore ha tempo tre settimane per riprendere ad allenarsi, più tre settimane aggiuntive dal suo rientro agli allenamenti per rientrare in prima squadra. |

## Precampionato
Il 28 febbraio 2023 la NFL annunciò che i Jets avrebbero affrontato i Cleveland Browns il 3 agosto 2023 nella partita del Pro Football Hall of Fame. Per i Jets furono introdotti nella Hall of Fame due ex giocatori: il defensive lineman Joe Klecko e il cornerback Darrelle Revis.
Le altre partite del precampionato furono annunciate il 25 maggio 2023.
| Stagione regolare |           |           |                      |           |        |                                                   |            |         |
| Settimana         | Data      | Ora (ET)  | Avversario           | Risultato | Record | Stadio                                            | TV         | Sintesi |
| Hall of Fame Game | 3 agosto  | 8:00 p.m. | @ Cleveland Browns   | S 16-21   | 0-1    | Tom Benson Hall of Fame Stadium (Canton, in Ohio) | NBC        | Sintesi |
| 1                 | 12 agosto | 4:00 p.m. | @ Carolina Panthers  | V 27-0    | 1-1    | Bank of America Stadium                           | WCBS (CBS) | Sintesi |
| 2                 | 19 agosto | 7:30 p.m. | Tampa Bay Buccaneers | S 6-13    | 1-2    | MetLife Stadium                                   | WCBS (CBS) | Sintesi |
| 3                 | 26 agosto | 6:00 p.m. | @ New York Giants    | V 32-24   | 2-2    | MetLife Stadium                                   | WNBC (NBC) | Sintesi |

## Stagione regolare

### Calendario
Il calendario della stagione regolare 2023 fu reso noto l'11 maggio 2023. I Jets giocarono la prima partita della NFL disputata nel giorno del Black Friday, ossia la gara di settimana 12 contro i Miami Dolphins. Data e orario della gara di settimana 18 furono stabilite il 31 dicembre 2023, dopo lo svolgimento del diciassettesimo turno.
| Stagione regolare |                     |                     |                          |                     |                     |                            |                     |                     |
| Settimana         | Data                | Ora (ET)            | Avversario               | Risultato           | Record              | Stadio                     | TV                  | Sintesi             |
| 1                 | 11 settembre        | 8:15 p.m.           | Buffalo Bills (M)        | V 22-16 (DTS)       | 1-0                 | MetLife Stadium            | ESPN/ABC            | Sintesi             |
| 2                 | 17 settembre        | 4:25 p.m.           | @ Dallas Cowboys         | S 10-30             | 1-1                 | AT&T Stadium               | CBS                 | Sintesi             |
| 3                 | 24 settembre        | 1:00 p.m.           | New England Patriots     | S 10-15             | 1-2                 | MetLife Stadium            | CBS                 | Sintesi             |
| 4                 | 1º ottobre          | 8:20 p.m.           | Kansas City Chiefs (S)   | S 20-23             | 1-3                 | MetLife Stadium            | NBC                 | Sintesi             |
| 5                 | 8 ottobre           | 4:25 p.m.           | @ Denver Broncos         | V 31-21             | 2-3                 | Empower Field at Mile High | CBS                 | Sintesi             |
| 6                 | 15 ottobre          | 4:25 p.m.           | Philadelphia Eagles      | V 20-14             | 3-3                 | MetLife Stadium            | Fox                 | Sintesi             |
| 7                 | Settimana di riposo | Settimana di riposo | Settimana di riposo      | Settimana di riposo | Settimana di riposo | Settimana di riposo        | Settimana di riposo | Settimana di riposo |
| 8                 | 29 ottobre          | 1:00 p.m.           | @ New York Giants        | V 13-10 (DTS)       | 4-3                 | MetLife Stadium            | CBS                 | Sintesi             |
| 9                 | 6 novembre          | 8:15 p.m.           | Los Angeles Chargers (M) | S 6-27              | 4-4                 | MetLife Stadium            | ESPN                | Sintesi             |
| 10                | 12 novembre         | 8:20 p.m.           | @ Las Vegas Raiders (S)  | S 12-16             | 4-5                 | Allegiant Stadium          | NBC                 | Sintesi             |
| 11                | 19 novembre         | 4:25 p.m.           | @ Buffalo Bills          | S 6-32              | 4-6                 | Highmark Stadium           | CBS                 | Sintesi             |
| 12                | 24 novembre         | 3:00 p.m.           | Miami Dolphins (BF)      | S 13-34             | 4-7                 | MetLife Stadium            | Prime Video         | Sintesi             |
| 13                | 3 dicembre          | 1:00 p.m.           | Atlanta Falcons          | S 8-13              | 4-8                 | MetLife Stadium            | Fox                 | Sintesi             |
| 14                | 10 dicembre         | 1:00 p.m.           | Houston Texans           | V 30-6              | 5-8                 | MetLife Stadium            | CBS                 | Sintesi             |
| 15                | 17 dicembre         | 1:00 p.m.           | @ Miami Dolphins         | S 0-30              | 5-9                 | Hard Rock Stadium          | CBS                 | Sintesi             |
| 16                | 24 dicembre         | 1:00 p.m.           | Washington Commanders    | V 30-28             | 6-9                 | MetLife Stadium            | CBS                 | Sintesi             |
| 17                | 28 dicembre         | 8:15 p.m.           | @ Cleveland Browns (T)   | S 20-37             | 6-10                | Cleveland Browns Stadium   | Prime Video         | Sintesi             |
| 18                | 7 gennaio           | 1:00 p.m.           | @ New England Patriots   | V 17-3              | 7-11                | Gillette Stadium           | Fox                 | Sintesi             |

Note:
- Gli avversari della propria division sono in grassetto.
- Il simbolo "@" indica una partita giocata in trasferta.
- (M) indica il Monday Night Football, (T) il Thursday Night Football, (S) il Sunday Night Football e (BF) una partita giocata il Black Friday.

## Premi

### Premi settimanali e mensili
- Jordan Whitehead:

difensore della AFC della settimana 1
- Xavier Gipson

giocatore degli special team della AFC della settimana 1
rookie della settimana 1
- Greg Zuerlein:

giocatore degli special team della AFC della settimana 5
- Breece Hall:

running back della settimana 5
- Thomas Morstead:

giocatore degli special team della AFC della settimana 8
- Quincy Williams:

difensore della AFC del mese di ottobre
- Zach Wilson:

giocatore offensivo della AFC della settimana 14